# Röd glansparakit
För Prosopeia tabuensis, se vinröd glansparakit.
Röd glansparakit (Prosopeia splendens) är en fågel i familjen östpapegojor inom ordningen papegojfåglar.

## Utseende och läte
Röd glansparakit är en stor och färgglad papegoja. Den har rött på huvud och undersida, med blått i nacken och på stjärten. Arten liknar vinröd glansparakit, men är mer lysande röd under och på huvudet samt har brunorange ögon. Lätet är typiskt för papegojor, med olika sorters nasala ljyd som i engelsk litteratur återges som "erh" and "grrraah".

## Utbredning och systematik
Fågeln förekommer i Fiji (Kadavuöarna och Ono). Den behandlas som monotypisk, det vill säga att den inte delas in i några underarter.

## Status
IUCN kategoriserar arten som nära hotad.